# Константин Величков
Константин Величков Петков е български политик от Народната партия, по-късно от Прогресивнолибералната партия. Освен това е писател и художник, един от инициаторите за създаването на Държавното рисувално училище в София. Във ВМОРО е известен с псевдонима П. Минев.

## Биография

### Произход, образование и първи професионални изяви
Константин Величков е роден в Татар Пазарджик на 1 януари 1855 година в занаятчийско семейство. Баща му Величко Петков-Кюркчията, е един от видните градски първенци, майка му Мариола хаджи Стоянова е касиер на настоятелството на местното ученолюбиво дружество. Образование получава в класното училище в родния си град и във Френския султански лицей „Галатасарай“ в Цариград (1868 – 1874). След това е учител по български и френски език, история и география в Татар Пазарджик (1874 – 1876), председател е на читалище „Виделина“ в града. Той е член на революционния комитет и участва в подготовката на Априлското въстание през 1876 година. Арестуван и осъден на смърт, той е освободен след намесата на европейската комисия, разследваща насилието при потушаване на въстанието. Известно време е писар в Българската екзархия в Цариград (1876 – 1877).
По време на Руско-турската война Константин Величков сътрудничи като преводач на руските войски. 

### В Източна Румелия (1878 – 1885)
След войната К. Величков се завръща в Татар Пазарджик, където е председател на Окръжния административен съд (1879 – 1880). От 1879 до 1885 година е народен представител в Областното събрание на Източна Румелия от Народната (съединистка) партия. През 1880 – 1881 година следва право в Париж, но не се дипломира. От края на 1884 до 6 септември 1885 г. е директор (министър) на народното просвещение на Източна Румелия. От 1884 година е действителен член на Българското книжовно дружество, днес Българска академия на науките.

### Политическа кариера (1885 – 1907)
След Съединението през 1885 година Константин Величков се премества в София. Организаторите на проруския преврат през 1886 година го назначават за министър на народното просвещение, но той отказва да заеме поста. Следващите години, свързани с преследвания на проруски политици, той прекарва в чужбина. От 1887 до 1889 година живее във Флоренция, където учи живопис. След това е учител по френски език и всеобща литература в Българската гимназия в Солун (1890 – 1891) и отново служител на Екзархията в Цариград (1891 – 1894).
Христо Силянов пише за преподаването му в Солун:
| „ | Безъ да е македонски революционеръ, К. Величковъ допринесе най-много за революционизиране на учащата се македонска младежь въ Солунъ. | “ |

След падането на правителството на Стефан Стамболов през 1894 г. Константин Величков се връща в България и става един от водачите на Народната партия. Той е министър на обществените сгради, пътищата и съобщенията във второто правителство на Константин Стоилов (1894). В третия кабинет на Стоилов е министър на народното просвещение (1894 – 1897) и министър на търговията и земеделието (1897 – 1898). През 1898 година напуска правителството и се присъединява към Прогресивнолибералната партия. През 1902 – 1904 година е дипломатически представител в Белград.

### Смърт
През 1907 година Константин Величков заминава за Франция и на 16 ноември (3 ноември стар стил) същата година умира в Гренобъл. През 1909 година останките му са пренесени и погребани в София.

## Литературна дейност
Обществената дейност на Константин Величков още от младежки години е свързана с културата и литературата. Едва 17-годишен, той превежда заедно с Г. Николов драмата на Виктор Юго „Лукреция Борджия“. В негов превод излиза Пушкиновата драма „Русалка“. Драмата на К. Величков „Невянка и Светослав“ е поставена на сцена през 1872; първото си стихотворение публикува през 1874 в сп. „Читалище“. След завършване на лицея Величков изнася публични сказки в родния си град, урежда театрални представления, в които е и актьор.
Величков е един от радетелите и организаторите на гимнастическите дружества, избран е за член на техния Върховен комитет със седалище в Пловдив (1879). По същото време става и главен редактор на вестник „Народний глас“. В Пловдив Величков развива усилена литературна дейност: пише драми, повести и разкази, статии, стихове и др. По негова инициатива с Иван Вазов съставят двутомна „Българска христоматия“ (1884), която за пръв път запознава читателите с редица от шедьоврите на европейските литератури; голяма част от преводите е дело на Величков. Участва заедно с Вазов в редактирането (1881 – 1884) на сп. „Наука“; след спирането му двамата основават едно от първите чисто литературни издания в България – сп. „Зора“ (1885). Когато Вазов става редактор на сп. „Денница“, Величков му изпраща от Цариград първите осем стихотворения от „Писма от Рим“ и литературно-критичната си студия за Любен Каравелов. Съставя две христоматии за началните и горните класове, които излизат през 1890 в Солун. Подготвя курс по всеобща история на литературата, отпечатан по-късно в Пазарджик.
Особено плодотворен е периодът от лятото на 1891 до средата на 1892. когато се завръща в Цариград. Тук създава повечето от своите „Цариградски сонети“ и стихотворения за деца, довършва „Писма от Рим“, превежда Шекспировата драма „Макбет“ и Дантевата „Божествена комедия“, започва да пише спомените „В тъмница“. Редовно сътрудничи на литературните списания „Мисъл“, „Български преглед“, на сп. „Лъча“, редактирано от брат му Б. Величков. Основава сп. „Ученическа беседа“ (1900 – 1904), издава и редактира сп. „Летописи“ (1899 – 1905).
По инициатива на Константин Величков се открива Държавното рисувално училище в София, учредява се Висш учебен съвет при Министерството на народното просвещение. Величков основава (1896) сп. „Училищен преглед“, създава закон за депозиране на 2 екземпляра от всички печатни произведения в Народната библиотека в София и Пловдив. Величков е един от основателите и почетен председател на Дружеството за поддържане на изкуството; съдейства за организиране на ученически библиотеки, читални и др. Владее френски, италиански и руски език и развива активна преводаческа дейност, воден от благородната идея да се разшири кръгозора на българските читатели. Освен „Божествена комедия“ от Данте Алигиери Величков превежда творби на Софокъл, Теокрит, Хораций, Франческо Петрарка, Торквато Тасо, Джозуе Кардучи, Лоренцо Стекети, Уилям Шекспир, Молиер, Хайнрих Хайне, Александър Пушкин, Николай Некрасов, Николай Язиков и др. Изявява се и като литературен критик с творчески портрети на възрожденските писатели Георги Сава Раковски, Васил Друмев, П. Р. Славейков, Добри Войников, Григор Пърличев, Любен Каравелов и Христо Ботев; пише рецензии за произведения на Вазов, Пейо Яворов, Антон Страшимиров, Кирил Христов, Елин Пелин, Цанко Церковски, Трифон Кунев и др.
Величков създава и живописни творби. Негови картини притежават Националната художествена галерия, Софийската градска художествена галерия, художествени галерии в Пловдив, Пазарджик и частни лица.
Творчеството на Константин Величков е създавано в редките затишия между отговорни политически ангажименти, които е поемал, поради което то не е обемисто; много от книгите му са отпечатани след смъртта на автора. Личност с европейска ерудираност, Величков е по възрожденски неуморен ентусиаст в работата си за издигане на културното равнище на своите съотечественици. Драмите, които пише и превежда, а някои и сам поставя, имат за цел да повдигнат нивото на българския театър. Поезията на Величков и главно „Цариградски сонети“ се отличава с овладян лиризъм в изразяване на преживяванията, с доминиращ носталгичен тон в стиховете, посветени на отечеството; дори интимната му лирика е омекотена от благородната идея за извисяване и усъвършенстване на човешката личност. Този мотив е характерен и за жизнерадостните му стихотворения за деца. Без да има особени постижения в драматургичните си произведения, Величков обогатява художествено поетичен български език благодарение най-вече на преводите си. Стилистиката на „В тьмница“ е синтез от умело преплитане на реалистично изображение на фактите с емоционално въздействащ лиризъм, което я отличава от познатите дотогава мемоарно-епически произведения за Априлското въстание. Величков е автор още и на „Възпоминания и впечатления от Цариград“, „Първата ми среща с Бенковски“, „Игнатиев и Бенковски“ и др. спомени.
Повестите и разказите на Величков също имат свое място в българската литература. Макар и да носят белези на сантиментализъм, те привнасят нови моменти с проблематиката си и дават насоки за развитието на българската белетристика. „Писма от Рим“ е изключителна не само за времето на появата си книга. Тя и днес изумява с богатата културна ерудиция на автора, която определя познавателната ѝ стойност, с вдъхновения тон, издигащ я сред постиженията на българската есеистика. Културните студии и портрети на Величков се характеризират с ерудираност и литературно-естетическа взискателност към авторите, за които пише. В рецензиите си за някои по-млади творци Величков е повече благосклонен, воден от стремежа да поощри новопоявяващите се имена.
Псевдоними: Джовани Белтрафио, Един българин от Южна България, А. Коса, П. Минев, А. И., А. М., В. П., К. В., С., С. К.

## Съчинения
- Невянка и Светослав, драма, 1874
- Винчензо и Анджелина, драма, 1882
- Всеобща история на литературата, 1891
- Таласъмът, 1893
- Детска гусла, 1894
- Писма от Рим, 1895
- В тъмница, 1899
- Цариградски сонети, 1899
- В решителния момент, 1901
- Добре дошли, 1902
- Патриарх Евтимий, 1906
- Чужда литература, 1914
- Пет имена, 1929
- Любен Каравелов, 1938
- Майка, 1943
- Пълно събрание на съчиненията на Константин Величков, с предговор и под редакцията на Ив. Вазов, в 9 тома, 1911 – 1915
- Избрани произведения, в 1 том, 1955
- Тъги и радости, избрани произведения за деца и юноши, в 1 том, под редакцията на Георги Веселинов, 1957
- Избрани произведения, в 2 тома, под ред. на Ст. Попвасилев и Ив. Сестримски, 1966
- Цариградски сонети, В тъмница, Писма от Рим, под ред. на Ив. Сестримски, 1980
- Съчинения, в 5 тома, редактор Б. Делчев и др., с предговор от Ил. Тодоров, 1986 – 1987[6]

## Живописно творчество
Наред с литературното творчество на Константин Величков следва да се изтъкне и неговото живописно творчество. В периода 1886 – 1889 г. той живее във Флоренция, където се обучава по живопис в частното студиото на проф. Джузепе Чаранфи. В резултат, Величков оставя живописно наследство от портрети, жанрови сцени и пейзажи, които демонстрират социалната му чувствителност. Наред с това, в Италия, както и после в Константинопол, той работи по теми, свързани с ориентализма.

## Памет
На Константин Величков е наречено село Величково в Област Пазарджик, откъдето произхожда родът му.
На негово име са наречени:
- Булевард в централната част на София (Карта);
- Станция на Софийското метро;
- 45-о основно училище „Константин Величков“ в София;
- Математическата гимназия в Пазарджик;
- Драматично-кукленият театър в Пазарджик;
- ОУ „Константин Величков“ в село Паталеница.

За него е документалният филм „Константин Величков – европеецът“ (2009), режисьори и сценаристи Илия Костов и Татяна Пандурска.